# یواس‌سی‌اس مردیت
یواس‌سی‌اس مردیت (به انگلیسی: USCS Meredith) یک کشتی است که طول آن ۶۳ فوت (۱۹ متر) می‌باشد. این کشتی در سال ۱۸۵۱ ساخته شد.